# Eudy Simelane
Eudy Simelane (1977-28 de abril de 2008) fue una futbolista sudafricana que jugó en la selección de Sudáfrica y también una activista por los derechos LGBT. Fue violada y asesinada en su ciudad natal KwaThema, Gauteng.

## Fútbol
Simelane jugó como centrocampista en el Springs Home Sweepers F.C. y en la Selección femenina de Sudáfrica. Igualmente entrenó varios equipos y estaba estudiando para convertirse en árbitro.

## Muerte
El cuerpo semidesnudo de Simelane fue encontrado en un arroyo en KwaThema. Había sido violada por un grupo, golpeada y apuñalada 25 veces en el pecho, cara y piernas. Había sido la primera mujer en mostrar abiertamente su lesbianismo en KwaThema. Un informe realizado por la ONG ActionAid y refrendado por la comisión sudafricana de derechos humanos, denunció que su asesinato fue un crimen de odio llevado a cabo contra ella por su orientación sexual. Según ActionAid  éste crimen no será reconocido por el Estado Sudafricano ni por su sistema jurídico.
De acuerdo con la asociación Triángle que defiende los derechos de los homosexuales, la práctica de violaciones correctivas está ampliamente extendida en Sudáfrica donde hombres violan mujeres con la intención de curarlas y corregir su orientación sexual.
El juicio contra los cuatro acusados dio comiendo el 11 de febrero de 2009 en Delmas, Mpumalanga. Uno de los cuatro supuestos atacantes se declaró culpable de violación y asesinato y fue sentenciado a 32 años de cárcel. En septiembre de 2009, otro fue culpado de asesinato, violación y robo, y fue declarado a cadena perpetua más 35 años de cárcel. Las otras dos personas no fueron condenadas.